# Carlos Julio Gil
Carlos Julio Gil Colorado (Bogotá, 1941-Villavicencio, 19 de julio de 1994) fue un militar colombiano. General del Ejército Nacional de Colombia. Fue asesinado por las Fuerzas Armadas Revolucionarias de Colombia -Ejército del Pueblo (FARC-EP).

## Biografía
Nació en Bogotá. En 1957 ingresó a la Escuela Militar de Cadetes, en 1960 recibió el grado de Subteniente de Artillería y fue destinado al Batallón de Artillería San Mateo de Pereira (Risaralda). Fue Oficial de Combate y pasó por las unidades Tácticas, la Policía Militar, la Escuela de Artillería, el Batallón Tenerife y fue miembro fundador del Batallón de Artillería Nueva Granada. Comandó la Décima Cuarta y Quinta brigada en Santander donde habría tenido nexos con el paramilitarismo. Durante dos años fue Jefe del departamento D-2 del Estado Mayor conjunto de las Fuerzas Militares. En diciembre de 1993 fue ascendido a Mayor General y destinado como Comandante a la Cuarta División del Ejército Nacional. Fue padre de dos hijos, uno de los cuales falleció un mes antes de su muerte.

## Asesinato
Fue asesinado por las FARC-EP en la mañana del 19 de julio de 1994, en la vía Villavicencio-Puerto López (Meta), cuando se dirigía de su residencia a la Cuarta División del Ejército Nacional el general sufrió un atentado con explosivos escondidos en bolsas de basura. Su conductor y un escolta quedaron heridos. En la Operación Centurión de la Policía Nacional de Colombia, fueron capturados en 1997 sus presuntos asesinos: Wilson Berjan Pinzón, alias 'Benitín' o 'Pitufo', y a Reynel Moreno Pardo, alias 'El Loco'. Su asesinato habría sido ordenado por Víctor Julio Suárez Mono Jojoy, comandante del Bloque Oriental de las FARC-EP.

## Homenajes
El Presidente César Gaviria decretó el ascenso póstumo al oficial del grado de mayor general al de general de tres soles.
Llevan su nombre la Academia Militar General Carlos Julio Gil Colorado y la Escuela de Artillería General Carlos Julio Gil Colorado en Tunjuelito (Bogotá).